# Theodor Stern
Theodor Jacob Stern (* 29. Mai 1837 in Berlin; † 3. September 1900 in Frankfurt am Main) war ein deutscher Bankier, Politiker, Mäzen und Stifter.

## Leben und Beruf

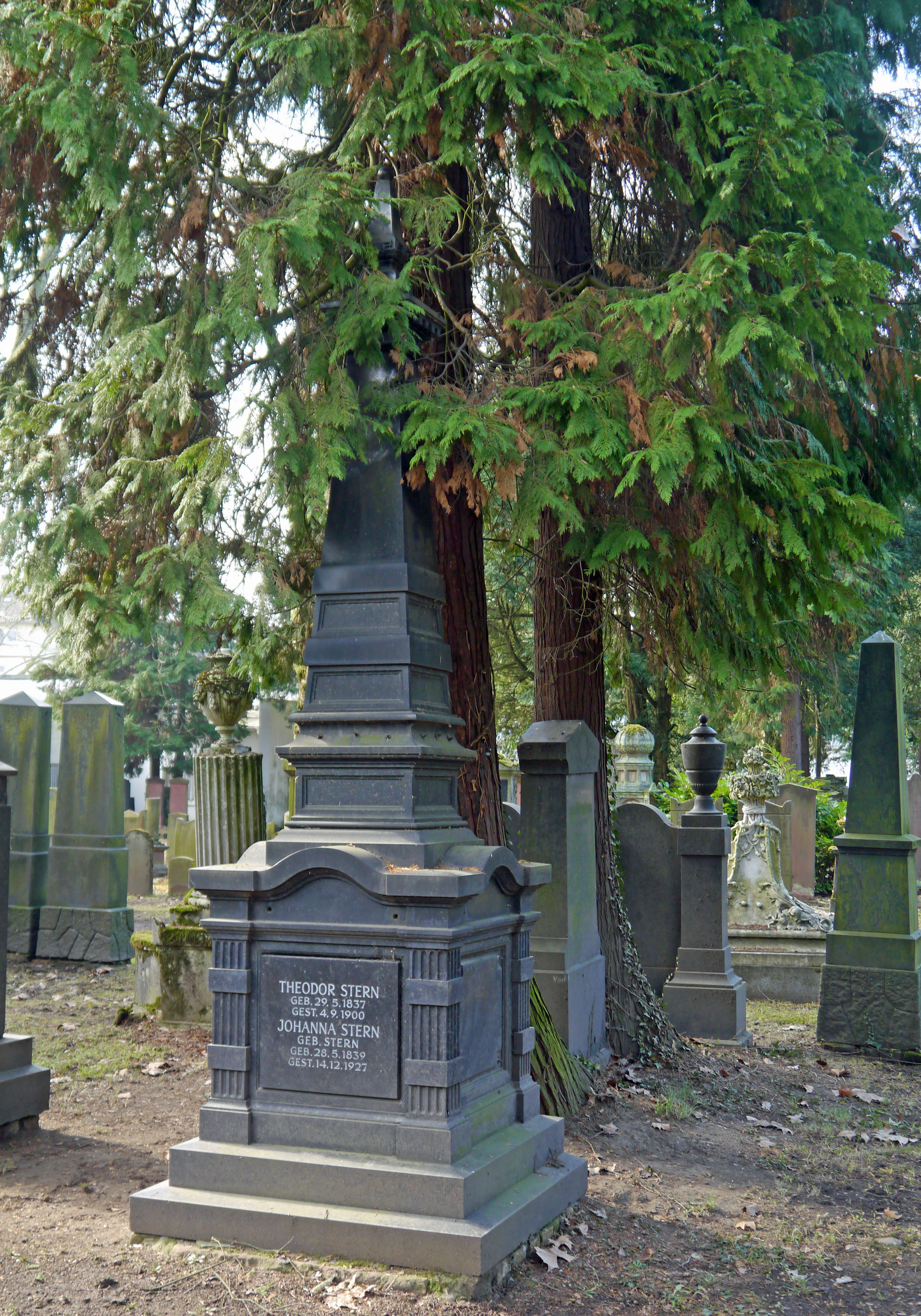
Grab von Theodor Stern auf dem Alten Jüdischen Friedhof an der Rat-Beil-Straße in Frankfurt am Main

Theodor Stern, Sohn des Berliner Bankiers Julius Jacob Stern (1807–1852) und seiner Frau Louisa Ellissen (1810–?), wuchs in Frankfurt auf und studierte nach der Reifeprüfung im Sommersemester 1858 ein Semester Medizin an der Universität Göttingen. Er schloss sich der Burschenschaft Hannovera an.
Dem frühen Wunsch seines Vaters folgend gab er das Medizinstudium auf, um der Familientradition folgend in Brüssel den Beruf eines Kaufmanns zu erlernen. Bereits mit 32 Jahren war er Mitinhaber des Bankhauses Jacob S.H. Stern in Frankfurt. Seine Bank gehörte neben zwei anderen Privatbanken zu den größten Gewerbesteuerzahlern in Frankfurt, entrichtete also weit höhere Beträge an die Stadt als dort tätige Fabriken, Kaufhäuser und Handelsgesellschaften. Da das Bankhaus Jacob S. H. Stern 1876 zu den 25 größten Privatbanken in Deutschland zählte, war sie gemäß den gesetzlichen Bestimmungen über die Reichsbank Mitglied des „Zentralausschusses der Anteilseigner“, des obersten Verwaltungs- und Aufsichtsorgans der Reichsbank. Somit hatte Theodor Stern Einfluss auf die Geld-, Währungs- und Finanzpolitik im Deutschen Reich. Seine Bank war auch im Ausland tätig. Sie beteiligte sich mit andern Privatbanken und weiteren Investoren aus Deutschland beispielsweise 1895 an der Finanzierung der nicht unumstrittenen Schantung-Eisenbahngesellschaft in China.
Das persönliche Interesse von Theodor Stern galt aber in erster Linie der Stadt Frankfurt. 1873 wurde er in die Stadtverordnetenversammlung gewählt und gehörte ihr ununterbrochen bis zu seinem Tode an. Bei seinem Tod war er nach 27-jähriger Zugehörigkeit eines der dienstältesten Mitglieder. Er war zunächst Abgeordneter des Demokratischen Vereins, später der Fortschrittspartei, jedoch trat er parteipolitisch kaum in Erscheinung. Er wurde Mitglied im Finanzausschuss und übernahm 1878 dessen Vorsitz. 1893 war er für ein Jahr bis zum Ende der Legislaturperiode auch stellvertretender Vorsitzender der Stadtverordnetenversammlung. Seine hauptsächliche Betätigung lag auf dem Gebiet der Haushalts- und Finanzpolitik, und insoweit gab sein vorsichtig abwägendes Urteil immer verlässliche Orientierung, wie Karl Maly feststellte. Außerdem gehörte er dem Kuratorium der Höheren Schulen sowie der städtischen Schuldeputation an. Zudem war er bereit, in zeitlich befristeten Kommissionen mitzuarbeiten, die die Stadtverordnetenversammlung einsetzte, um zu komplexen Problemen sachkundige Vorschläge zu erhalten:
1879 zur Vorbereitung der Magistratsergänzungswahlen, 1885 zur Findung eines neuen Magistratsmitglieds, 1892 zur Prüfung des Raumbedarfs städtischer Behörden, 1894 zur Reform des kommunalen Steuersystems, 1895 zur Revision der Stadtbaupläne und der städtischen Bauordnung,
1895 zur Errichtung eines neuen Schauspielhauses und 1897 zur Einführung des elektrischen Straßenbahnbetriebes.
Theodor Stern war ein für Frankfurt bedeutender Stifter und Mäzen. Zusammen mit seinem Bruder Abraham begab er 1874 eine Stiftung, die sich insbesondere der Erziehung armer jüdischer Kinder widmete. Er ließ die Taubstummenerziehungsanstalt und das Volksbrausebad auf eigene Kosten errichten und übertrug beide Einrichtungen der Stadt Frankfurt. Darüber hinaus kaufte er die Albrecht-Dürer-Bibliothek auf und vermachte sie der Stadtbibliothek.
Wie viele Großbürger dieser Stadt, darunter etliche Juden, trat auch Theodor Stern dafür ein, in Frankfurt eine Universität zu gründen, die gegebenenfalls in privater oder kommunaler Trägerschaft stehen sollte. Hiermit waren anfangs weder die preußische Regierung noch die damalige Mehrheit im Preußischen Abgeordnetenhaus einverstanden. Zum einen befürchtete man zu wenig Kontrollmöglichkeiten seitens des Staates, zum anderen eine zu starke Konkurrenz zur Universität Marburg.
In Frankfurt kam es zu einer Vielzahl von Stiftungen, durch die Institute gegründet wurden, die später in eine zu errichtende Universität eingegliedert werden konnten. 1901 stiftete Johanna Wilhelmine Stern (1839–1927), die Witwe von Theodor Stern, eine halbe Million Mark für das Theodor Stern’sche Medizinische Institut zur Förderung der physiologischen Forschung. Bei Gründung der Universität Frankfurt 1914 wurde dieses Institut in die Medizinische Fakultät übernommen. Anlässlich der Feierlichkeiten zum zehnjährigen Bestehen verlieh die Universität Johanna Stern das Ehrenbürgerrecht.

## Ehrungen
- 1896 Verleihung des preußischen Kronenordens 3. Klasse.
- 1912 erhielt die Uferstraße vor dem Universitätsklinikum in Frankfurt-Sachsenhausen den Namen Theodor-Stern-Kai (von 1937 bis 1945 Skagerrakufer, danach wieder Theodor-Stern-Kai).
- 1994 Gründung der Theodor-Stern-Stiftung zur Förderung von Forschung, Lehre und Krankenbehandlung am Frankfurter Universitätsklinikum (Stiftungspreis jährlich 5000 Euro; Stifter: Stadtsparkasse Frankfurt und Klinikum der Johann-Wolfgang-Goethe-Universität)